# Малышев, Василий Прокофьевич
Васи́лий Проко́фьевич Малышев (1898, Нерчинский уезд, Забайкальская область, Российская империя — 1976, Краснодар, РСФСР) — советский учёный, историк и филолог, полковник Советской армии, доктор исторических наук, профессор, заведующий кафедрой истории Краснодарского государственного педагогического института.

## Биография
Родился в 1898 году на Новотроицких золотых приисках в Нерчинском уезде, Забайкальская область, Российская империя.
В 1913 году окончил четыре курса Иркутской духовной семинарии. В том же году начал работать на приисках вагонщиком на шахте. В 1917 году переехал в Москву.
После Октябрьской революции в 1918 году вступил в ряды Красной армии, воевал на Дальнем Востоке.
В 1918 году в бою с японскими войсками попал в плен, полгода находился в концентрационных лагерях на станции Макавеево, откуда ему удалось бежать. В 1919 году стал командиром партизанского отряда и помощником начальника штаба по оперативно-разведывательной части.
С 1920—1922 год служил военным комиссаром войск Забайкальской группы Народной армии Дальневосточной республики. С 1921 по 1923 год находился в командировке в Монголии. В 1921 году награждён Орденом Красного Знамени за взятие разъезда Краевского.
В 1927 году окончил военно-политический факультет Военно-политической академии РККА. В 1929 году окончил восточный факультет (китайское отделение) Военной академии имени М. В. Фрунзе. Владел французским, английским и китайским языками.
Во время Великой Отечественной войны воевал в Тихвинской ударной группе Ленинградского фронта, затем в звании полковника служил в Туркестанском военном округе.
После войны демобилизовался и занялся научной и преподавательской работой. Защитил диссертацию на тему «Борьба рабочих и крестьян за установление Советской власти на Амуре». Написал книги и статьи о героях Гражданской войны — Ф. Н. Мухиной, С. С. Вострецова, В. К. Блюхера и др.
12 июля 1958 года решением Высшей аттестационной комиссии Малышеву была присуждена ученая степень доктора исторических наук, 25 июля утверждён в звании профессора по кафедре истории.
В 1960 году начал работать в должности профессора и заведующего кафедрой истории СССР в Краснодарском государственном педагогическом институте. С 1970 по 1978 год преподавал на кафедре дореволюционной отечественной истории этого института. В 1976 году награждён медалью «Ветеран труда».
Скончался в 1978 году в Краснодаре.